# إريس سانتوس
إريس سانتوس (29 يناير 1984 في جمهورية الدومينيكان - ) (بالإنجليزية: Iris Santos)‏ هي لاعبة كرة طائرة دومينيكا.